# 萨曼莎·比
萨曼莎·比（英语：Samantha Bee，1969年10月25日—— ）是一位作为乔恩·斯图尔特每日秀的资深记者而闻名的加拿大女演员和写手。比在2012年超过了斯蒂芬·科尔伯特成为每日秀史上在任事件最长的常驻记者。

## 早年生活
萨曼莎·比在安大略省的多伦多出生。比曾经这样形容过她的家庭：“在我的家谱里，从20世纪之前开始的（男女间的）约会，我还没有见识过，曾经有一个组成了成功的、幸福的婚姻。”"

## 教育和早期的职业生涯
她在渥太华大学、蒙特利尔的麦吉尔大学和多伦多的乔治·布朗戏剧学校学习戏剧。她是多伦多地区喜剧小品艺术团原子火球的四个创始人之一，她在2003年被每日秀雇用前一直在此艺术团演出。

## 职业生涯
萨曼莎·比在2003年7月10日加入美国喜剧中心的夜间脱口秀每日秀的记者团队。
比曾经在加拿大博览会的真人表演中扮演美少女战士，也曾在几个节目中客串。她在2004年与加拿大老牌演员斯科特·汤普森和戴夫·弗利并肩出演了她的第一部故事片——加拿大的独立电影火腿与芝士。
2005年12月，福克斯新闻台的节目奥莱利元素将萨曼莎·比在每日秀关于圣诞节大战（圣诞节争议）的言论的剪辑作为“反圣诞节”的例子反复播出。但是，每日秀的主持人在隔天的节目中请到了萨曼莎·比出来辟谣，现实中的比不像福克斯新闻节目中的她，现实中她已怀孕8个月。两人在节目中声明当时的比已经怀孕，于是乎比开玩笑说：“很明显，奥莱利元素播放的片段中，（肚中的孩子）已经一岁大了”。
比从2006年起一直是每日秀唯一的女性记者，直到2008年3月克里斯汀·绍尔亮相每日秀。比同时也是每日秀第一个非美国公民记者。在2005年，萨曼莎·比获得了加拿大喜剧奖的电视——幽默美丽的女演员表演奖。（见每日秀获奖列表#加拿大喜剧奖）2009年，她出现在戏剧Love, Loss, and What I Wore的原班人马团队中。同年，她在伍迪·艾伦编剧和导演的喜剧人生万岁!中客串。
比的自传《我有自知之明，但你呢？》在2010年出版。她最近在与同是每日秀记者的丈夫杰森·琼斯参与一个情景喜剧的拍摄。
在2012年，比出现在了肯·克里曼的剧集上帝啊!，饰演一位虔诚的基督教有线电视新闻主持人珊迪·索莫斯。

## 个人生活
自2001年嫁给了资深每日秀记者杰森·琼斯以来，比与丈夫一直居住在纽约市的曼哈顿。2005年底，由于比怀孕的关系，她减少了在每日秀的上镜次数，此时琼斯加入了每日秀记者团队，弥补了比的缺口。2006年1月，两人迎来了第一个孩子派珀·比-琼斯。比随即在2006年3月返回每日秀。
2008年1月24日，比在报道2008年美国总统选举时顺带宣布了自己已第二度怀孕。在同年6月20日，他们的第二个孩子，弗莱彻·比-琼斯诞生了。
2010年6月7日出版的加拿大新闻周刊麦克林刊登了对萨曼莎·比的专访，比宣布自己已第三次怀孕。她在2010年5月14日告诉环球邮报，她和琼斯“刚知道怀孕时我们像农民（一样忙）”。在2010年6月3日的每日秀，比用了一个幽默的说法宣布她在两年内的第三度怀孕。记者奥利维亚·穆恩说比是“总是怀孕的女士” ("always pregnant lady")，而比和琼斯则开玩笑地回应称他们已经“在期待第四个孩子的出生，尽管第三个孩子还未出生”。他们的第三个孩子，是一个女儿，名为里普利，出生在2010年底。比在同年11月返回荧屏。